# Winklerites fodori
Winklerites fodori (лат.) — вид жуков-жужелиц из подсемейства трехин. Распространён в Северной Македонии. Длина тела имаго 2,1—2,3 мм, ширина — 0,7—0,75 мм. Тело жуков бледно-красного цвета, его густо покрывают тонкие волоски, поверхность имеет изодиаметрическую тонкую микроскульптуру. Кутикула светлопигментированная. Название вида дано в честь венгерского учёного доктора Й. Фодора (Dr. Jenő Fodor), нашедшего типовой экземпляр и за его вклад в исследование жужелиц Палеарктики.